# Cerdd dant

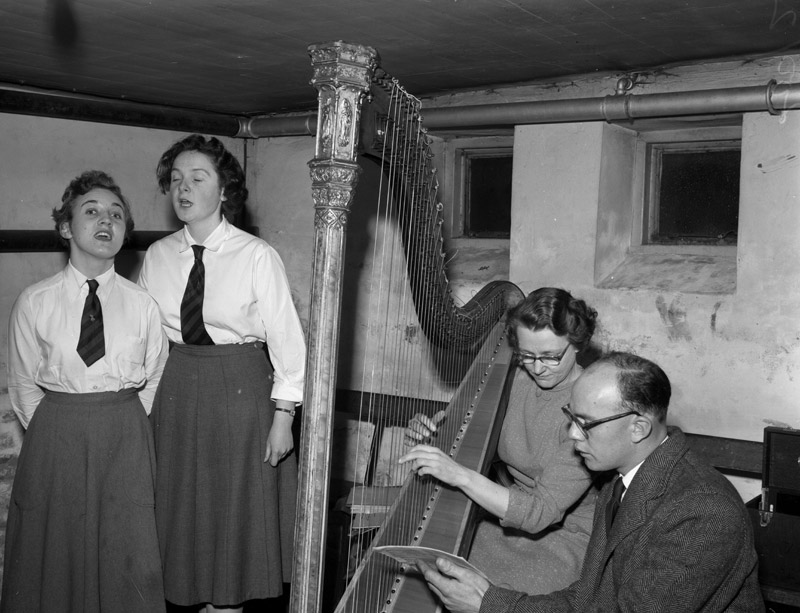
Old Colwyn Cerdd Dant Festival, 1958

Cerdd Dant („Harfensaitenmusik“) ist ein Musikstil aus Wales, bei dem ein improvisierter lyrischer Text mit einer Harfe als Begleitinstrument gesungen wird. Der Text folgt Regeln der Cynghanedd (Harmonie), einer Metrik in der Lyrik, die typisch für die walisische Sprache ist.

## Stil
Der Stil des Cerdd Dant ist dadurch geprägt, dass die Harfe eine Melodie anstimmt, wobei es sich um eine traditionelle Melodie oder eine neue, im traditionellen Stil gehaltene Melodie handeln kann. Der Sänger wartet einige Takte, bevor der Liedtext in Gegenmelodie gesungen wird, wobei darauf geachtet wird, dass die Hauptbetonung des Verses mit der Hauptbetonung der Harfenmelodie übereinkommt. Der Gesang und das Harfenspiel müssen jeden Vers gleichzeitig beenden, das heißt, das letzte Wort eines Verses fällt mit der Betonung des letzten Taktes der Harfenmelodie zusammen. Traditionell wurde die Gegenmelodie (cyfalaw) stets improvisiert, heute wird sie jedoch von vornherein festgelegt und durch den Sänger erlernt.